# Francisco Mardones Restat
Francisco Mardones Restat (agosto de 1919-Santiago, 13 de abril de 2009) fue un médico chileno.

## Familia y estudios
Hijo de Francisco Mardones Otaíza, profesor y decano de la Facultad de Ingeniería de la Universidad de Chile y Berta Restat Cortés, destacada colaboradora social de la época. Realizó su educación media en el Liceo Alemán de Santiago, para posteriormente estudiar medicina en la Universidad de Chile, de donde se recibió como médico cirujano en octubre de 1944. 
Ulteriormente recibió una beca de estudios en 1946, trasladándose a Buenos Aires. Más tarde estudió licenciatura en salud pública, en la Escuela de Salud Pública de la Universidad de Chile.
Estuvo casado con María Inés Santander Fantini y tuvo por hijo a José Luis Mardones.

## Carrera académica
Dentro de su época universitaria se inició como académico, asumiendo en 1941 como ayudante de la cátedra de química biológica de la Facultad de Medicina de la Universidad de Chile, a cargo del profesor Eduardo Cruz-Coke, donde permanecería hasta 1950. A fines de la década de 1940 estuvo a cargo como titular de las cátedras de pediatría de la Universidad Católica y de la Universidad de Chile.
Entre los años 1997 y 1999 fue decano de la Facultad de Ciencias Médicas de la Universidad de Santiago (USACH), asumiendo a continuación la Dirección de Graduados de dicha universidad.
En su larga vida profesional participó en innumerables reuniones científicas y eventos de gran trascendencia, y escribió más de 160 artículos en libros y revistas médicas nacionales e internacionales. Fue miembro honorario de Sociedades de Pediatría y de Salud Pública en varios países de América.

## Carrera profesional

### Trabajo en el Hospital Manuel Arrarián
Entre 1946 y 1950 ejerció en el servicio de pediatría del hospital de niños Manuel Arriarán de Santiago, enfocándose en la pediatría clínica y social.  Luego, en 1950, asumió la dirección de la Unidad Sanitaria Santa Rosa, potenciando permanentemente la salud materno-infantil y promocionando la salud a nivel comunitario.
En 1952 asumió la jefatura del Departamento de Fomento de la Salud, del recién creado Servicio Nacional de Salud (SNS). En este trabajo tuvo la oportunidad de impulsar proyectos legislativos de gran trascendencia en el área de protección social de madres y niños. Entre estas iniciativas es interesante destacar la expansión del financiamiento de la leche con el 5% de asignación familiar (1957); la extensión de la asignación familiar obrera al período prenatal (1956); la prolongación del reposo maternal posnatal de 1,5 a 3 meses, para permitir el cuidado directo del hijo por su madre y facilitar la lactancia materna. También fue un impulsor del Programa Nacional de Alimentación Complementaria, que aún permanece vigente. Entre 1959 y 1961, ejerció como director del hospital de niños Manuel Arriarán.

### Trabajo en la OPS y Director del Servicio de Salud
Más tarde se incorporó a la Organización Panamericana de la Salud (OPS) como asesor en Salud Materno Infantil para el Cono Sur con sede en Buenos Aires, Argentina, continuando como representante de OPS/OMS en Uruguay entre 1962 y 1964.
Durante este periodo, fue invitado por el presidente Eduardo Frei Montalva para regresar a Chile y asumir como director general del SNS, cargo que ejerció entre 1965 y 1967. Durante su gestión logró obtener una remuneración para los alumnos de las Facultades de Medicina durante el internado con exigencia de dedicación exclusiva, en 1966, e impulsó la creación de una veintena de escuelas de Enfermería y de Obstetricia, con el fin de garantizar la atención profesional del parto y bajar significativamente las tasas de mortalidad materna y perinatal. También obtuvo los recursos necesarios del Ministerio de Hacienda para realizar la mayor expansión histórica de la atención materno-infantil, lográndose en pocos años la cobertura casi universal de los programas de atención profesional del parto y del recién nacido, de inmunizaciones, entrega de leche y de control de salud.
En 1966 incorporó en los programas de salud materno-infantil la planificación familiar, orientada a postergar embarazos en madres con alto riesgo de enfermar y morir durante la gestación. Al finalizar su período a cargo del SNS desarrolló los primeros Consejos Comunitarios de Salud en los establecimientos del Servicio Nacional de Salud, en 1967.
En 1968 se reincorporó a la Organización Panamericana de la Salud como Asesor en Salud Materno Infantil en países del Cono Sur de América y de Centroamérica y Panamá, Permaneció en total 15 años como funcionario de OPS/OMS desde donde cooperó activamente para la extensión de los Servicios Nacionales de Salud con diferentes organizaciones del Sistema de Naciones Unidas. Destacó en ese período, por sus excelentes investigaciones y por la obtención de numerosos fondos de diferentes fuentes de financiamiento.

### Trabajo en el INTA
En 1967 regresa a Chile y se reincorpora a las labores universitarias invitado por el Instituto de Nutrición y Tecnología de los Alimentos de la Universidad de Chile (INTA). En su calidad de Profesor Titular de Salud Pública asumió la dirección de la cátedra en el INTA y en el Campus Oriente de la Facultad de Medicina de la Universidad de Chile. Durante la década de 1980 e inicios de los años 1990 incorporó numerosos modelos de análisis estadísticos multivariados para mejorar la sensibilidad y especificidad de los instrumentos desarrollados para la clasificación de las poblaciones según su nivel de vulnerabilidad en salud integral.

## Premios
- Premio Internacional de Pediatría (Argentina, 1974);
- Orden de la Cruz del Sur (Gobierno de Chile, 1987);
- Medalla de Oro "Albert Schweitzer" (Sociedad Médica Humanitaria Internacional, 1998);
- Miembro honorario de la Academia de Medicina de Polonia; premio "Dr. Abraham Steckel" de Nutrición (Chile, 2000);
- Premio "Dr. Ernesto Medina" (Sociedad de Medicina Administrativa, 2000); premio a la Promoción de Salud (MINSAL, Chile, 1999);
- Premio a la Salud Pública (Sociedad Chilena de Salubridad, 2003);
- Reconocimiento oficial de la presidenta de la República de Chile por su lucha contra la desnutrición infantil (Reunión Internacional, Chile, 2008).

## Obra escrita
- Políticas de alimentación y nutrición en los planes de salud en Chile[1]
- Alimentación del lactante sano en servicios de protección materno-infantil[2]
- El problema de la sopa de verduras en la alimentación infantil[3]